# プラセーンカンチャイシー
プラセーンカンチャイシー (พระแสงขรรค์ชัยศรี) はタイ国王の五種の神器の一つで、剣である。名前は「吉祥なる勝利の剣」という意味を持ち、王の知恵を象徴する物とされている。
1784年に当時タイ領であったカンボジア、シェムリアップ州、トンレサップ湖の漁師が漁の途中この剣が網に引っかかっているのを発見した。当時、シェムリアップの国主であったチャオプラヤー・アパイプーベートはこれを、当時のタイ国王、ラーマ1世に献上した。ラーマ1世は護身用の短剣として使用した。
この剣の柄の長さは25.4センチ、刃の部分は64.5センチあり、鞘に入れた状態では約101センチの長さ、1.9キロの重さがある。